# 塚野鉱泉
塚野鉱泉（つかのこうせん）は、大分県大分市大字廻栖野にある鉱泉、また温泉街。胃腸の疾病に効能があるという炭酸水泉である。

## 概要
障子岳山麓にある大分市内唯一の鉱泉で、飲用・浴用共に利用される。単純温泉・炭酸水素塩泉でマグネシウムを多く含んでおり、胃腸など消化器系の状態を改善するという。温泉旅館2軒と共同浴場1軒がある。「塚野霊泉」と書かれた炭酸水の源泉が湧き出る飲泉所がある。
別府大学を中心として大分県の温泉を研究するNPO法人「別府温泉地球博物館」によれば、源泉の泉温は15.7℃であり、これを42℃まで加温し、浴用に供している。pHは6.2、成分総量12,158mgの高張性を示す。高張性成分は大分平野の地下深くより湧出する大深度地熱温泉のうち、高張性成分を有するものと共通する部分があり、塚野鉱泉の源泉の一部は古来の海水に由来すると考えられている。
2019年（令和元年）12月6日（金）放送のNHK『にっぽん縦断 こころ旅（とうちゃこ編）』では「ゲップの出る水」と紹介された。現地を訪れて鉱泉の源泉を飲んだ火野正平はあまりの塩辛さに顔を歪めた。